# 科莱萨尔韦蒂
科莱萨尔韦蒂（義大利語：Collesalvetti），是意大利利佛诺省的一个市镇。总面积109.61平方公里，人口16744人，人口密度152.8人/平方公里（2009年）。ISTAT代码为049008。